# NorthStar Horizon

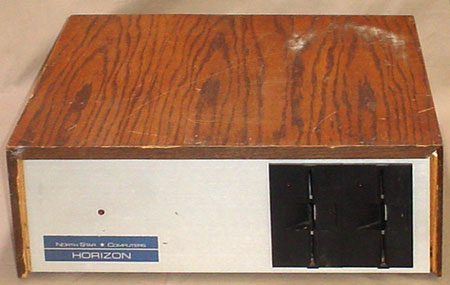
NorthStar Horizon

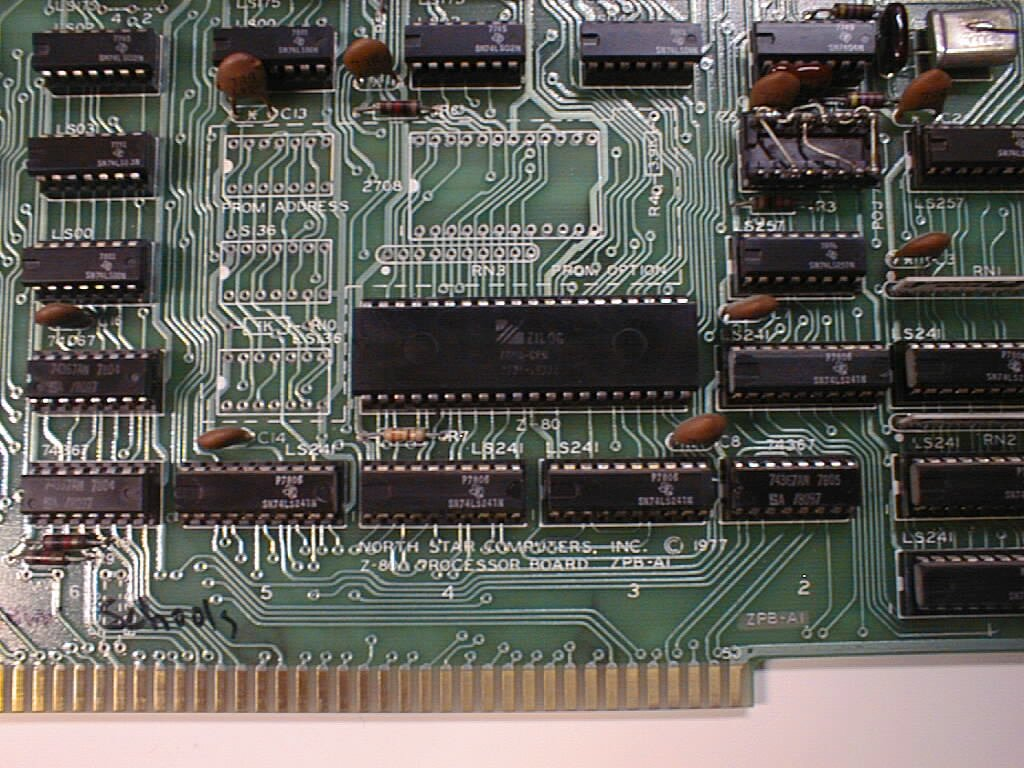
Z80-Prozessor-Platine des NorthStar Horizon

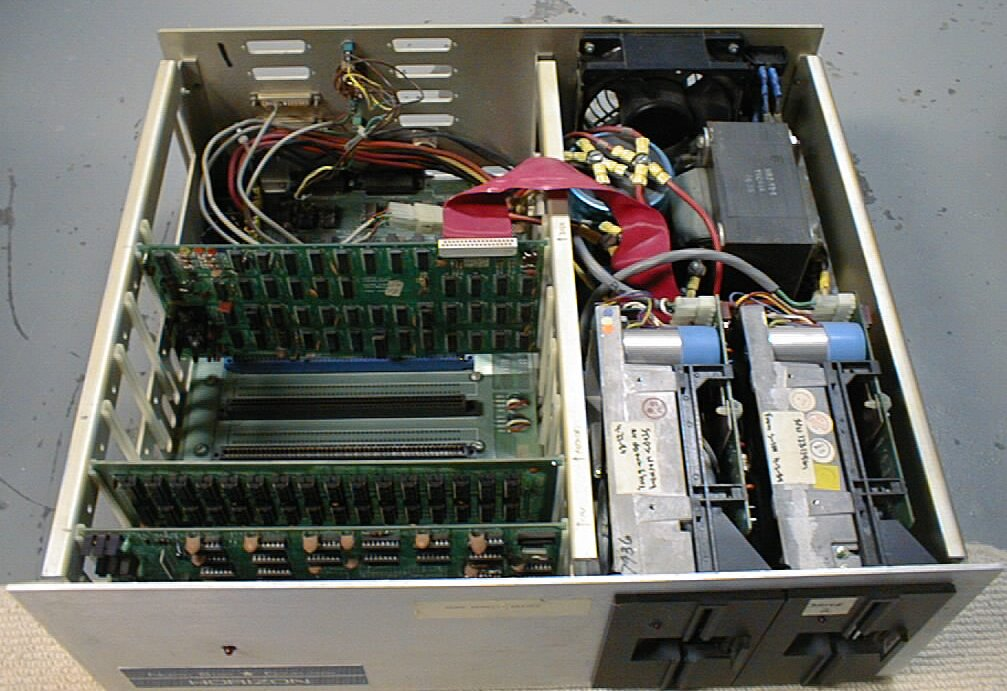
Ein Blick in den NorthStar Horizon

Der NorthStar Horizon ist ein US-amerikanischer 8-Bit-Computer, der mit einem Z80A-Mikroprozessor (4 MHz) ausgestattet ist. Der Computer wurde von der Firma North Star Computers hergestellt. Erstmals wurde der Rechner im Jahre 1979 auf den Markt gebracht.
Der Rechner unterstützt die Betriebssysteme CP/M und NSDOS (NorthStars Disk Operating System).
NSDOS enthielt auch ein NorthStar BASIC, ein Dialekt des Standard-BASICs.
Der Rechner wurde besonders in US-amerikanischen Universitäten verwendet, da er mit seinem S-100-Bus als Schnittstelle besonders gut als Kontroll- und Steuerungssystem für unterschiedliche wissenschaftliche Experimente verwendet werden konnte.